# No Distance Left to Run
No Distance Left to Run är den brittiska alternativa rockgruppen Blurs tjugoandra singel, utgiven den 15 november 1999. Som bäst nådde singeln plats 14 på brittiska topplistan. Detta var tredje och sista singeln som hämtades från albumet 13. 
No Distance Left to Run är också namnet på dokumentären om Blur som hade premiär i Sverige den 22 januari 2010. 

## Låtlista
Samtliga låtar är skrivna av Albarn/Coxon/James/Rowntree
- CD1

1. "No Distance Left To Run"
2. "Tender" (Cornelius remix)
3. "So You"

- CD2

1. "No Distance Left To Run"
2. "Battle" (UNKLE remix)
3. "Beagle 2"
4. "No Distance Left To Run" (video)

- European CD

1. "No Distance Left To Run"
2. "Tender" (Cornelius remix)
3. "Battle" (UNKLE remix)
4. "Beagle 2"

- DVD

1. "No Distance Left To Run" (video)
2. "No Distance Left To Run" (live)
3. "No Distance Left To Run" (making of)
4. "Tender" (live)
5. "Battle" (live)
6. "Beagle 2 Space Footage"

- Kassett

1. "No Distance Left To Run"
2. "Tender" (Cornelius remix)

- 12"

1. "No Distance Left To Run"
2. "Tender" (Cornelius remix)
3. "Battle" (UNKLE remix)